# Михайловка (Дубенский район)
Михайловка (укр. Михайлівка) — село в Крупецкой сельской общине Дубенского района Ровненской области Украины.
До 2020 года входило в Радивиловский район.
Население по переписи 2001 года составляло 565 человек. Почтовый индекс — 35544. Телефонный код — 3633. Код КОАТУУ — 5625885201.